# In the King of Prussia
Pour plus de détails, voir Fiche technique et Distribution.
In the King of Prussia est un film documentaire écrit et réalisé par Emile de Antonio et sorti en 1983.

## Synopsis
Le film reconstitue des événements qui se sont passés dans les années 1980 quand les membres d'un groupe d'activistes anti-guerre, les « Huit de Plowshares (en) » (Plowshares Eight) ont été accusés en septembre 1980 de la destruction de cônes d'ogives nucléaires à la Division Re-Entry du Centre des technologies spatiales de General Electric à King of Prussia, en Pennsylvanie.

## Distribution
Les membres de Plowshares Eight, dont les frères Daniel et Philip Berrigan, jouent leur propre rôle alors que des acteurs jouent les rôles des jurés, des avocats et de la police. Martin Sheen, ami du réalisateur, interprète le juge dans sa fonction.
- Daniel Berrigan : lui-même / prévenu
- Philip Berrigan : lui-même / prévenu
- Futura 2000 : artiste en graffiti
- Dean Hammer : lui-même / prévenu
- John Randolph Jones : Richard Moravec
- Carl Kabat : lui-même / prévenu
- Susan Lynch : activiste catholique
- Elmer Mass : lui-même / prévenu
- Anna Montgomery : elle-même / prévenu
- Scott Robbe : agent Bolling
- Molly Rush : elle-même / prévenu
- John Schuchardt : lui-même / prévenu
- Martin Sheen : juge Samuel Salus II